# Худайдад-хан
Худайдад-хан (убит в 1689 году) — узбекский хивинский хан из династии шибанидов в 1686—1689.
Сын и преемник хана Ануша-хана, продолжал его политику укрепления ханской власти. Он был очень молод, вступив на престол в 15 лет. Правил он всего чуть более двух лет и был убит в 1689 году. Он поддерживал торговые и дипломатические отношения с Россией.

## Смерть
В результате заговора придворных Худайдад-хан был свергнут и убит.